# 富澤赤黄男
富澤 赤黄男（とみざわ かきお、1902年（明治35年）7月14日 - 1962年（昭和37年）3月7日）は愛媛県出身の俳人。本名富澤正三（とみざわ しょうぞう）。新興俳句の担い手として、現代詩の一分野としてのモダニズム俳句を追求した。代表句に「蝶墜ちて大音響の結氷期」がある。

## 生涯
1902年、愛媛県西宇和郡川之石村（現八幡浜市保内町琴平）に開業医の長男として生まれる。 1920年宇和島中学校卒、1926年早稲田大学政経学部を卒業。在学中、松根東洋城の門人に勧められ松根の主宰誌「渋柿」に投句するも、熱心に打ち込むことはなかった。同4月、国際通運（現在の日本通運）東京本社に入社、1928年国際通運大阪支社に転勤。 同年、同郷の菊池清と結婚、大阪市東成区生野町（現大阪市生野区）に新居を構える。1930年、父が眼疾により医師を廃業して材木会社の経営に携わることになったため帰郷し父を助け、その後国立第二十九銀行（現在の伊予銀行）に勤める。このころより郷土の俳句同好会「美名瀬吟社」に参加し作句を始めた。「蕉左右」の俳号で「ホトトギス」にも投句を続けるが一句も入選しなかったという。 
1932年、俳号を「赤黄男」として山本梅史主宰の「泉」に投句、1935年まで60句ほど入選する。1933年、父が先の木材会社経営に失敗したため、家財を整理して移住、銀行も辞去する。翌1934年に妻の母とセメント重紙袋製造合資会社を起こし、単身で大阪に向かい堺市に工場を持つが、室戸台風のために工場が再起不能となる。1935年、日野草城の俳誌『旗艦』創刊。同誌の同人となり新興俳句の作り手として頭角をあらわす。先人として高屋窓秋に傾倒を示し、また「俳句は詩である」と宣言し新興俳句の理論的展開も担った。一方私生活は不安定な状態が続き、1936年2月に妻の実家が経営する酒造会社に入社、12月に退社し、大阪に出て水谷砕壺の世話を受けながら浪人暮らしをする。
1937年、召集され神奈川県の工兵隊に入隊、将校として中国各地を転戦。1939年以降の「旗艦」には、軍事郵便で送られてきた赤黄男の前線俳句が毎月のように掲載された。この時期の句に「鶏頭のやうな手をあげ死んでゆけり」がある。1940年マラリアに罹り帰国、この間中尉に昇進するも召集解除。1941年再度召集を受け、1942年北千島の守備に着く。1944年召集解除。この間、 1941年に代表句「蝶墜ちて大音響の結氷期」をふくむ第一句集『天の狼』刊行し、京大俳句事件によって終息していった新興俳句運動の掉尾を飾る。1945年4月四谷区箪笥町で空襲により罹災。吉祥寺の借家に移る。
終戦後、1946年「太陽系」創刊。また栗林一石路、石橋辰之助、東京三（秋元不死男）、湊楊一郎らとともに新俳句人連盟を結成するが、内部分裂し翌年現代俳句協会設立、会員となる。1948年、詩、短歌、俳句の総合誌「詩歌殿」を水谷砕壺とともに創刊、「太陽系」終刊し後継誌として「火山系」創刊（いずれも1950年まで）。またこの年、砕壺が社長を務める関西タール製品株式会社に入社、東京事務所長となる。1951年 句集『天の狼』改版発行。1952年、高柳重信、本島高弓とともに「薔薇」創刊。 同年末に句集『蛇の声』。収録句に「切株は　じいんじいんと　ひびくなり」「寒い月　ああ貌がない　貌がない」など。作品は大戦中からのものも含むが、いずれも一字アキを用い、また句の象徴性・抽象性をいっそう深めており、この傾向は第三句集『黙示』（1961年）にいたって極度に突き詰められる。
1958年、高柳が「俳句評論」を創刊し所属、後進の指導にあたる。同年大和化成社長となる。 1961年、句集『黙示』。1962年、肺ガンにより自宅療養中に死去。享年60。墓所は小平霊園(4-5-26)。

## 著作
- 『魚の骨』　1940年、現代俳句第３巻収録。河出書房
- 『天の狼』    1941年、旗艦発行所
- 『天の狼』(再版)    1951年、 天の狼刊行会
- 『蛇の笛』　1952年、三元社
- 『黙示』　 1961年、俳句評論社

## 作品集
- 『定本・富澤赤黄男句集』　1965年、 定本・富沢赤黄男句集刊行会
- 『富澤赤黄男　全句集』　1976年、書肆林檎屋
- 『富澤赤黄男　全句集』　1995年、沖積舎
- 『富澤赤黄男　俳句全集』　2020年、暁光堂